# En gång i Stockholm (musikalbum)
En gång i Stockholm från 2009 är ett musikalbum med Margareta Bengtson.

## Låtlista
1. En gång i Stockholm (Bobbie Ericson/Beppe Wolgers) – 5:29
2. Vad e de där (Bobby Timmons/Beppe Wolgers) – 4:34
3. Så tyst (Kurt Weill/Ogden Nash) – 6:23
4. Varför ska jag va me (Oliver Nelson/Hans Alfredson/Tage Danielsson) – 4:07
5. Kaffe och bullar (Irving Berlin/Hans Alfredson/Tage Danielsson) – 3:57
6. The Midnight Sun Will Never Set (Quincy Jones/Henri Salvador/Dorcas Cochran) – 4:50
7. Leaving London Seeing Stockholm (Margareta Bengtson/Jacqueline Kavan) – 4:48
8. Å I ÅA Ä E Ö (Margareta Bengtson) – 5:39
9. Nu löser solen sitt blonda hår (Nils Lindberg/Pär Lagerkvist) – 4:53
10. Silhuetter (Lars Gullin/Johnny Olsson) – 5:50
11. Underbart är kort (Povel Ramel) – 5:43

## Medverkande
- Margareta Bengtson – sång, harpa
- Hans Dyvik – trumpet, flygelhorn
- Peter Asplund – trumpet, flygelhorn
- Peter Fredman – altsaxofon, sopransaxofon, klarinett
- Joakim Milder – tenorsaxofon, sopransaxofon
- Alberto Pinton – barytonsaxofon, basklarinett, altflöjt
- Jan Bengtson – flöjt, piccolaflöjt
- Johan Ahlin – valthorn
- Rolf Nykvist – valthorn
- Dicken Hedrenius – trombon
- Sven Larsson – bastrombon
- Ove Lundin – piano
- Martin Sjöstedt – bas
- Calle Rasmusson – trummor
- Svante Thuresson – sång (spår 4)
- The Real Group – sång (spår 8)
- Max Schultz – gitarr
- Pål Svenre – slagverk

## Mottagande
Skivan fick ett ganska ljumt mottagande när den kom ut med ett genomsnitt på 2,8/5 baserat på nio recensioner.